# 中島彩
中島 彩（なかじま あや、1987年8月1日 - ）は、日本のフリーアナウンサー、気象予報士、実業家。本名：鳥海 彩（とりうみ あや）。2025年6月、東京都議選で石丸伸二新党の「再生の道」から、世田谷区に出馬するも18位中14位で落選。

## 来歴
大阪府寝屋川市出身。高校時代、NHKの『真剣10代しゃべり場』に19期生としてレギュラー出演していた。大学時代には、アメリカ合衆国カリフォルニア州に1年間留学していた。
慶應義塾大学法学部政治学科を卒業後、2010年に東海テレビ放送に入社。2011年、報道スポーツ局報道部に配属。2012年に記者として、『東海テレビスーパーニュース』の「美ジョガーの挑戦」というコーナーで名古屋ウィメンズマラソン2012を取材。この時にテレビに露出したことがきっかけで、アナウンサーを目指す。そして同年にキャスト・プラスのキャスターオーディションに合格し、フリーアナウンサーに転身する。
2013年1月14日、第29回土光杯全日本青年弁論大会に慶應義塾大学教職生として出場し、フジテレビ杯を受賞。
2015年3月、キャスト・プラスを退社。同年4月、筑波大学大学院に入学。同年5月、大学の同窓生と共に個人事務所「福」を設立し、代表取締役社長に就任。同年8月1日、一般男性と結婚。婚活塾を立ち上げ塾長に就任。同年10月に気象予報士試験に合格し、16日付で気象庁に登録された。
2016年7月18日、第1子男児を出産。
2025年、結婚後の姓である鳥海彩名義で東京都議会議員選挙・世田谷区選挙区に政治団体の再生の道公認で立候補したが、定数8人に対し18人中14位で落選。

## 出演

### テレビドラマ
- 月曜ゴールデン（TBS）
  - 十津川警部シリーズ 48「江ノ電に消えた女〜十津川警部への挑戦状〜」（2012年10月22日） - 記者・深町早苗 役
  - 女医・早乙女美砂「ガラスの階段」（2013年2月4日） - リポーター 役
- 好好!キョンシーガール〜東京電視台戦記〜 第3話（2012年10月27日、テレビ東京） - 歌番組のアナウンサー 役
- 真犯人フラグ 第11話（2022年1月9日、日本テレビ） - 記者 役

### テレビ番組
- tvk NEWSハーバー（2012年、tvk） - 「レッツ・アイ・ミーブ」リポーター
- ハマナビ（2013年、tvk） - リポーター

### ラジオ番組
- 森本毅郎・スタンバイ!（2013年8月 - 2014年1月、TBSラジオ） - 「現場にアタック」キャスター

### CM
- 東海環状自動車道開通（2012年、NEXCO中日本） - リポーター 役

## 執筆

### 著書
- 3年恋人なしの私が3ヵ月で結婚をつかんだ婚活メソッド（2016年、講談社、ISBN 978-4-06-219990-2）

### 雑誌連載
- Sportiva「東京マラソンへの道」（2013年1月8日 - 2月28日、集英社）
- Sportiva「続・東京マラソンへの道」（2013年3月9日 - 6月28日、集英社）
- 東京スポーツ「お騒がせ女子アナ中島彩の“KYでいいじゃないか”」（2014年2月3日 - 13日、東京スポーツ新聞社）
- Sports Graphic Number「女三代フルマラソンに挑む」（2014年9月11日 - 10月30日、文藝春秋）